# Isanthrene mathani
Isanthrene mathani là một loài bướm đêm thuộc phân họ Arctiinae, họ Erebidae.